# Клетнова Катерина Миколаївна
Катерина Миколаївна Клетнова (22 січня (3 лютого) 1826, Москва — 29 травня 1938, Ужгород, Чехословаччина) — російська археологиня, етнографка, геологиня, краєзнавчиня, колекціонерка, музейна діячка, перекладачка, педагогиня. Авторка праць з археології, етнографії та історії Смоленського краю, віршів і п'єс, літературних перекладів.
Брала участь у наукових товариствах та організаціях, пов'язаних з історією Смоленського краю, археологічних розкопках у Смоленському та Вяземському повітах (кургани на берегах річки Вязьми, Гньоздовський могильник тощо). Викладала краєзнавство в Московському археологічному інституті, Смоленському інституті народної освіти та інших навчальних закладах, авторка навчального посібника для педагогів «Вивчення рідного краю» (М., 1918). Після Жовтневого перевороту брала участь у роботі організацій і комісій з охорони пам'яток, продовжувала наукову роботу в Гньоздові. 1924 року емігрувала в Чехословаччину, де продовжила наукову діяльність, брала участь у суспільному та науковому житті російської діаспори.
Результати наукової діяльності в галузі історії, геології, археології, етнографії, фольклору, мистецтвознавства, природознавства відбито в працях «Корисні копалини Смоленської губернії» (рос. Полезные ископаемые Смоленской губернии, 1908), «Відлуння Вітчизняної війни в переказах та оповідях Вяземського повіту» (рос. Отзвуки Отечественной войны в преданиях и сказаниях Вяземского уезда, 1911) і «Село Семльово 1812 року» (рос. Село Семлёво в 1812 году, 1912), «Археологічні розвідки Вяземського повіту» (рос. Археологические разведки Вяземского уезда1915), «Символіка народних прикрас Смоленського краю» (рос. Символика народных украс Смоленского края, 1924), «Великий Гньоздовський могильник» (рос. Великий Гнёздовский могильник, 1925), «Витоки російського народу (скіфо-сарматські елементи східного слов'янства)» (рос. Истоки русского народа (скифо-сарматские элементы восточного славянства)), «Народження меандра, його поширення та розвиток» (рос. Рождение меандра, его распространение и развитие, 1933) та інших. Літературна робота пов'язана з перекладами закордонних оперних лібрето та п'єс, із власних творів найвідоміша п'єса «Славне місто Смолевець» (рос. Славный город Смолевец).
Більшість археологічних, етнографічних та архівних колекцій К. М. Клетнової втрачено після Жовтневого перевороту. Матеріали, що збереглися, містяться в різних музеях і архівосховищах (Державний архів Смоленської області, Державний архів Російської Федерації, Державний історичний музей, Російський державний архів літератури і мистецтва, Смоленський державний музей-заповідник та інші). На початок XXI століття больша частина спадку К. М. Клетнової залишається невивченою.
Від 1999 року у Вязьмі відбуваються науково-практичні конференції «Клетновські читання». За оцінками дослідників, К. Клетнова, одна з перших російських жінок-археологів і перших археологів Смоленщини, залишила «глибокий слід у науковому та культурному розвитку Смоленського краю в першій чверті XX століття», її праці не втратили наукового значення у XXI столітті. 2007 року перевидано вибрані праці Клетнової. 2014 року у Вязьмі на її честь встановлено меморіальну дошку.

## Життєпис і діяльність

### До Жовтневого перевороту
Народилася 1869 року в Москві, в сім'ї вяземського повітового ватажка дворянства Миколи Степановича Клетнова і дочки генерал-майора Катерини Іванівни (нар. Астаф'євої). Ранні роки пройшли в родовому маєтку Кочетово Вяземського повіту Смоленської губернії. Здобула домашню освіту, що включала вивчення іноземних мов (німецька, французька, англійська). Писала вірші та п'єси, займалася літературними перекладами оперних лібрето та драматичних творів. Перша публікація відбулася 1888 року. П'єса Ф. Коппе «Скарб» у перекладі Клетнової йшла на сцені Малого театру. 1890 року вступила в Товариство російських драматичних письменників і оперних композиторів.
Протягом 1892—1893 років навчалася на словесно-історичному і природничому відділеннях Московських вищих жіночих курсів, слухала лекції В. Й. Ключевського, О. П. Павлова, Д. М. Анучина, О. М. Веселовського, В. І. Гер'є та інших.
Зацікавлена з дитинства історією Смоленського краю, брала участь у різних наукових товариствах та організаціях, пов'язаних з її вивченням. Від 1896 року була членкинею смоленського Церковноархеологічного комітету, від 1908 року — Смоленської губернської вченої архівної комісії (від 12 грудня 1911 року — товариш голови правління), Товариства вивчення Смоленської губернії. 1911 року стала головою Комітету з увічнення пам'яті Французько-російської війни 1812року, створеного при Вяземській міській думі, увійшла до складу комітету з управління музеєм «Російська старовина». У травні 1914 року брала участь у Першому з'їзді представників губернських вчених архівних комісій та відповідних їм установ.
Протягом 1909—1914 років навчалася в Московському археологічному інституті, під час навчання під керівництвом В. О. Городцова займалася археологічними розвідками та розкопками в Смоленському і Вяземському повітах (кургани на берегах річки Вязьми, Гньоздовський могильник тощо). Закінчила інститут із золотою медаллю, здобувши звання вченого-археолога. 1916 року викладала краєзнавство в Московському археологічному інституті. За участю Клетнової філію інституту було відкрито у Смоленську.

### Після Жовтневого перевороту
Е. Н. Клетнова
Після Жовтневого перевороту, який спричинив закриття низки наукових товариств, К. М. Клетнова прагнула налагодити археологічну діяльність у нових умовах, брала участь у роботі організацій та комісій з охорони пам'яток. Написала навчальний посібник для освітян «Вивчення рідного краю» (рос. Изучение родного края; М., 1918). 20 липня 1918 року її призначено уповноваженою відділу народної освіти Західної області у Вяземському, Дорогобузькому та Юхнівському повітах. Наприкінці того ж року переїхала до Смоленська, завідувала археологічною секцією губернського музею..
У 1918—1921 роках викладала краєзнавство на тимчасових інструкторських курсах смоленського відділу народної освіти, кооперативних інструкторських курсах та курсах позашкільників при політвідділі Західного фронту; читала лекції з екскурсійної справи на курсах Політпросвіту з ліквідації неписьменності.
Від липня 1921 року була професоркою кафедр краєзнавства та історії первісної культури Смоленського інституту народної освіти, продовжувала наукову роботу в Гньоздові, виступала за створення там музею-заповідника. Була членкинею Вітебської, Воронезької, Псковської, Саратовської, Таврійської, Тверської і Тульської губернських учених архівних комісій, організацій із керівництва музейною справою, комісії з охорони пам'яток, комісії з організації музею «Старий Смоленськ» та ін. Брала участь у створенні культурно-історичної секції ім. В. М. Добровольського при Товаристві вивчення Смоленської губернії, Археологічного бюро при художньому підвідділі губернії та Смоленського археологічного товариства, у виданні журналу «Смоленська новина».
Багато ініціатив дослідниці не мали підтримки нової влади. 1924 року за направленням Смоленського університету поїхала до Чехословаччини «для вивчення прослов'янської культури» та участі в Антропологічному конгресі і не повернулася до СРСР.

### Еміграція
Оселившись у Празі, продовжувала наукову діяльність, брала участь у суспільному та науковому житті російської діаспори в Чехословаччині. Співпрацювала з Археологічним інститутом імені Н. П. Кондакова, Народним музеєм Праги, відвідувала семінар професора Л. Нідерле, різні курси та лекції. Була членкинею Російського історичного товариства та Археологічного товариства при Карловому університеті, перебувала в Спілці російських письменників і журналістів і Товаристві взаємодопомоги російських жінок.
Взала участь у Російському педагогічному з'їзді, Міжнародному конгресі з народного мистецтва. Виступала з доповідями у Празькому історичному товаристві, писала рецензії на праці про археологічні та етнографічні дослідження в Радянському Союзі. Прагнучи бути ближче до європейської науки, в серпні 1927 року перебралася в Париж, але знайти роботу там не вдалося, і незабаром вона повернулася в Прагу.
Займалася рукоділлям, заробляла на життя продажем своїх вишивок, давала уроки німецької мови, підробляла нянею в сім'ї професора О. П. Калітинського та акторки М. М. Германової.
1935 року, із закінченням програми допомоги чехословацького уряду російським біженцям, перебралася в Ужгород, де провела останні роки життя.
Померла в Ужгороді 1938 року. Похована на кладовищі «Кальварія». Могилу втрачено.

## Наукова діяльність
Наукова діяльність К. М. Клетнової мала різні напрямки: історія, геологія, археологія, етнографія, фольклор, мистецтвознавство, природознавство, — і була пов'язана з вивченням Смоленського краю, збиранням археологічних, етнографічних, природничо-історичних колекцій. Результати геологічних досліджень на Смоленщині вона описала в праці «Корисні копалини Смоленської губернії» (рос. Полезные ископаемые Смоленской губернии; 1908).
У 1909 року Клетнова брала участь у проведених Смоленською губернською вченою архівною комісією археологічних розкопках Борисоглібського монастиря на річці Смядині комплекс), розкопках Гньоздовських курганів та ін. Результати досліджень Гньоздова різних років узагальнено в праці «Великий Гньоздовський могильник» (рос. Великий Гнёздовский могильник; 1925).
Низка історичних розвідок Клетнової пов'язані з Французько-російською війною 1812 року, їх результати відбито в її працях «Відгомони Вітчизняної війни в переказах і оповідях Вяземського повіту» (рос. Отзвуки Отечественной войны в преданиях и сказаниях Вяземского уезда; Смоленськ, 1911), «Село Семльово 1812 року» (рос. Село Семлёво в 1812 году; Смоленськ, 1912), «Археологічні розвідки Вяземського повіту» (рос. Археологические разведки Вяземского уезда; М.,1915).
На початку XX століття проводила археологічні розвідки й розкопки на територіях Смоленського і Вяземського повітів, дослідила близько 10 курганних груп у середній і нижній течії річки Вязьми та в долині річки Осьми. Відкрила й розкопала неолітичну стоянку Борівщина, виявила та описала давньоруське городище Русятка, розкопала курганні групи біля сіл Относово, Хожаєво, Литвиново, Тупічино та ін., виявила низку неолітичних місць у долині річки Вязьми (Годуново, Іваново, Кочетово) та ін., написала низку праць, присвячених вивченню освоєння та заселення Смоленського краю.
Значне місце в науковій діяльності Клетнової займали етнографічні дослідження, пов'язані зі збиранням колекцій предметів селянського побуту, одягу і вишивки та вивченням представленого на цих пам'ятках народного орнаменту. Її праця «Символіка народних прикрас Смоленського краю» (рос. Символика народных украс Смоленского края; 1924) стала однією з перших праць, присвячених семантиці російської вишивки. Вивчення орнаменту продовжила в еміграції, де зробила доповідь «Символи в слов'янському орнаменті», написала праці «Джерела російського народу (скіфо-сарматські елементи східного слов'янства)» (рос. Истоки русского народа (скифо-сарматские элементы восточного славянства)) та «Народження меандру, його поширення та розвиток» (рос. Рождение меандра, его распространение и развитие; 1933).

## Літературна робота

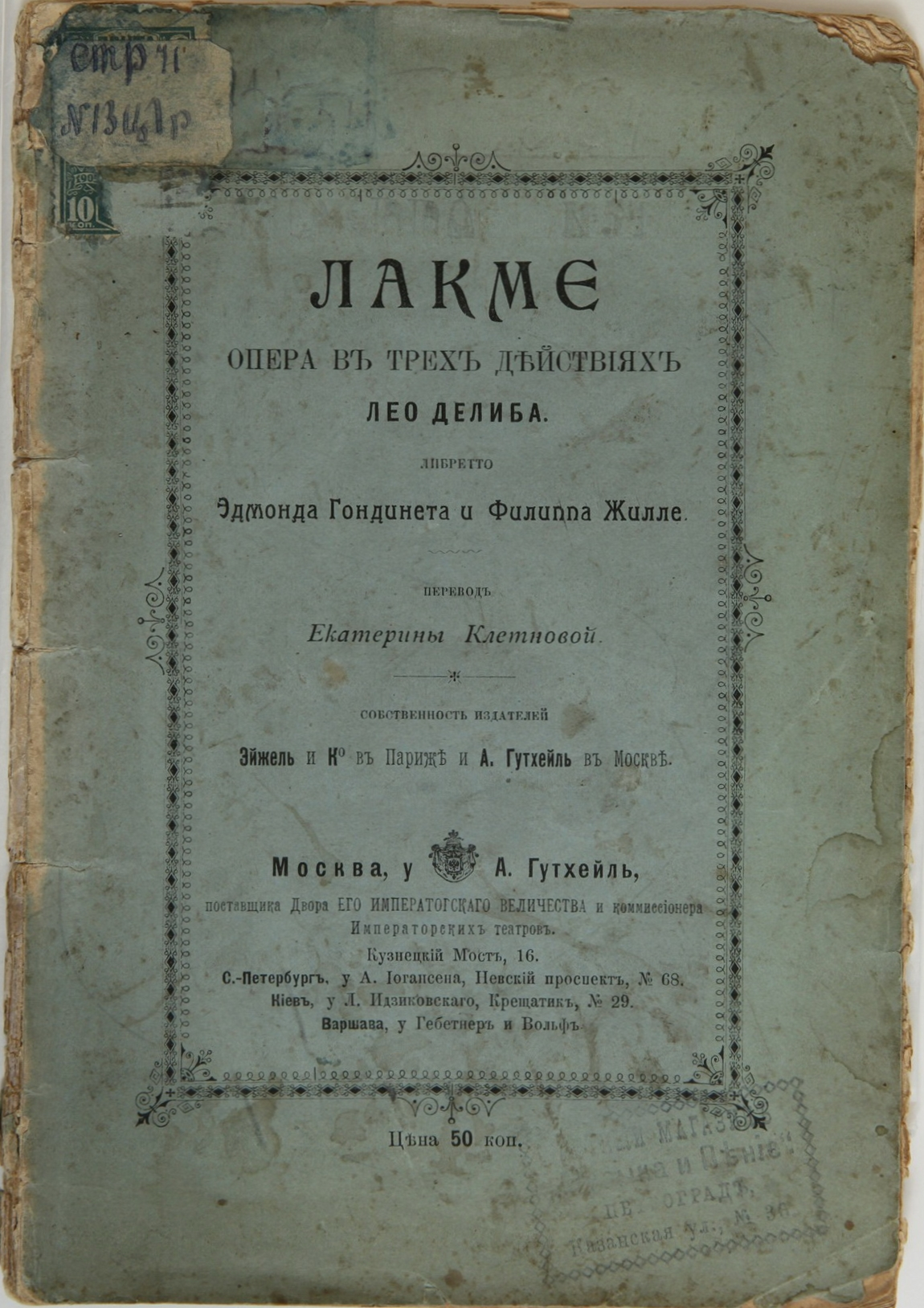
Лібрето опери «Лакме» в перекладі К. М. Клетнової. : А. Гутхейль (видавництво), 1892

К. М. Клетнова володіла чотирма іноземними мовами, перекладала оперні лібрето і п'єси зарубіжних авторів. Список її праць налічує 14 музично-драматичних та 5 драматичних перекладів. Перекладацькі праці, нариси, п'єси та вірші Клетнової розсіяні в періодичних виданнях кінця XIX — першої чверті XX століття та архівних фондах, як зазначили філологи Л. В. Павлова та Т. К. Пастернак, її літературна творчість до 2016 року «не ставала предметом спеціального дослідження».
До найвизначніших літературних творів Клетнової дослідники відносять п'єсу «Славне місто Смолевець», присвячену переломному моменту російської історії, пов'язаному з переходом від язичництва до християнства. Жанр твору авторка визначила як «билинно-скоморошне дійство».

## Спадщина
Після революції 1917 року і націоналізації родової клетновської садиби більшу частину археологічних, етнографічних та архівних колекцій та бібліотеки К. М. Клетнової було втрачено. Збережені матеріали, пов'язані з життям і діяльністю дослідниці, містяться в різних музеях і архівосховищах.
Рукописи літературних творів та художні переклади («Ніч на Волзі», «Коппе», «Перехожий», «Славне місто Смолевець», «Зброяр», «Троянці в Карфагені» та ін.), тексти її доповідей і лекцій із краєзнавства, матеріали про археологічні розкопки, записи з історії Вязьми, листування з губернськими архівними комісіями та ін. зберігаються в Державному архіві Смоленської області (Ф. 113. 334 од. сб., 1 оп.).
Рукописи опублікованих і неопублікованих статей («Давні слов'яни», «Шлях з варяг у хозари», «Символи» та ін.), листування Клетнової з установами, організаціями та діячами науки й культури російського зарубіжжя, фотоматеріали та інші документи, що охоплюють 1921—1939 роки, передано 1946 року в Державний архів Російської Федерації (Ф. Р-6770, 1 оп., 52 од. зб.) у складі матеріалів із Російського закордонного архіву в Празі.
Частина епістолярної спадщини Клетнової післяреволюційного періоду зберігається у відділі письмових джерел Державного історичного музею (Ф. 431. од. зб. 407), частина — в Російському державному архіві літератури і мистецтва (Ф. 1568. Оп. 1. Д. 83).

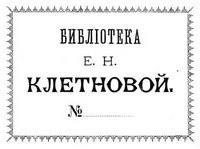
Бібліотека К. М. Клетнової. Екслібрис

Етнографічні колекції, зібрані дослідницею в кінці XIX — початку XX століття у Вяземському і Духовщинському повітах Смоленської губернії містяться в Смоленському державному музеї-заповіднику.
У фонді рідкісних видань Смоленської обласної універсальної бібліотеки зберігається книжкова колекція (зі штемпелями власниці «Екатерина Николаевна Клетнова» (Катерина Миколаївна Клетнова) та екслібрисом «Библиотека Е. Н. Клетновой» (Бібліотека О. М. Клетнової)), що включає прижиттєві видання творів російських і зарубіжних письменників XIX століття (деякі — з дарчими написами).
На початок XXI століття багато спадщини К. М. Клетнової залишалася невивченою.

## Пам'ять
Після еміграції К. М. Клетнової з СРСР її ім'я на батьківщині було забуто. Звернення російських дослідників до її спадщини відбулося після перебудови. Від 1999 року у Вязьмі проводяться науково-практичні конференції «Клетновські читання», присвячені вивченню внеску дослідниці в розвиток науки і культури Смоленського краю.
За оцінками дослідників, К. М. Клетнова, одна з перших російських жінок-археологів і перших археологів Смоленщини, залишила «глибокий слід у науковому та культурному розвитку Смоленського краю в першій чверті XX ст.»., її праці з археології, етнографії та історії краю не втратили наукового значення у XXI столітті. 2007 року перевидано вибрані праці Клетнової.
2014 року на будівлі Богородицької церкви у Вязьмі, в одному з бокових вівтарів якої розміщено міський історико-краєзнавчий музей, встановлено меморіальну дошку, присвячену К. М. Клетновій..